# Stapelfehlerenergie

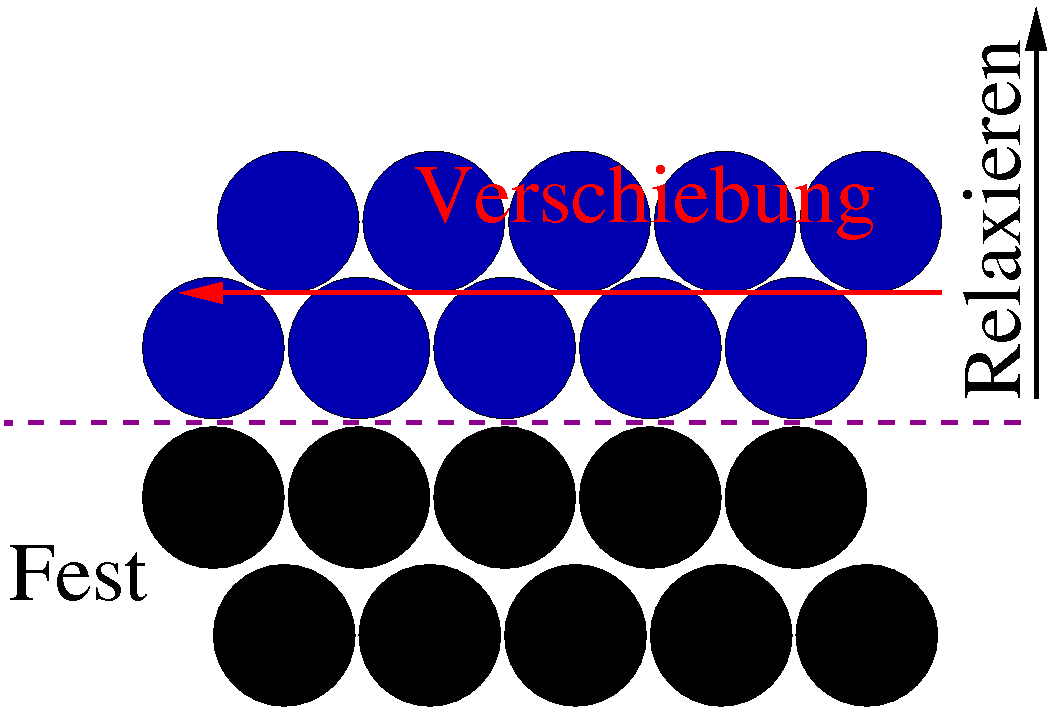
Definition der verallgemeinerten Stapelfehlerenergie

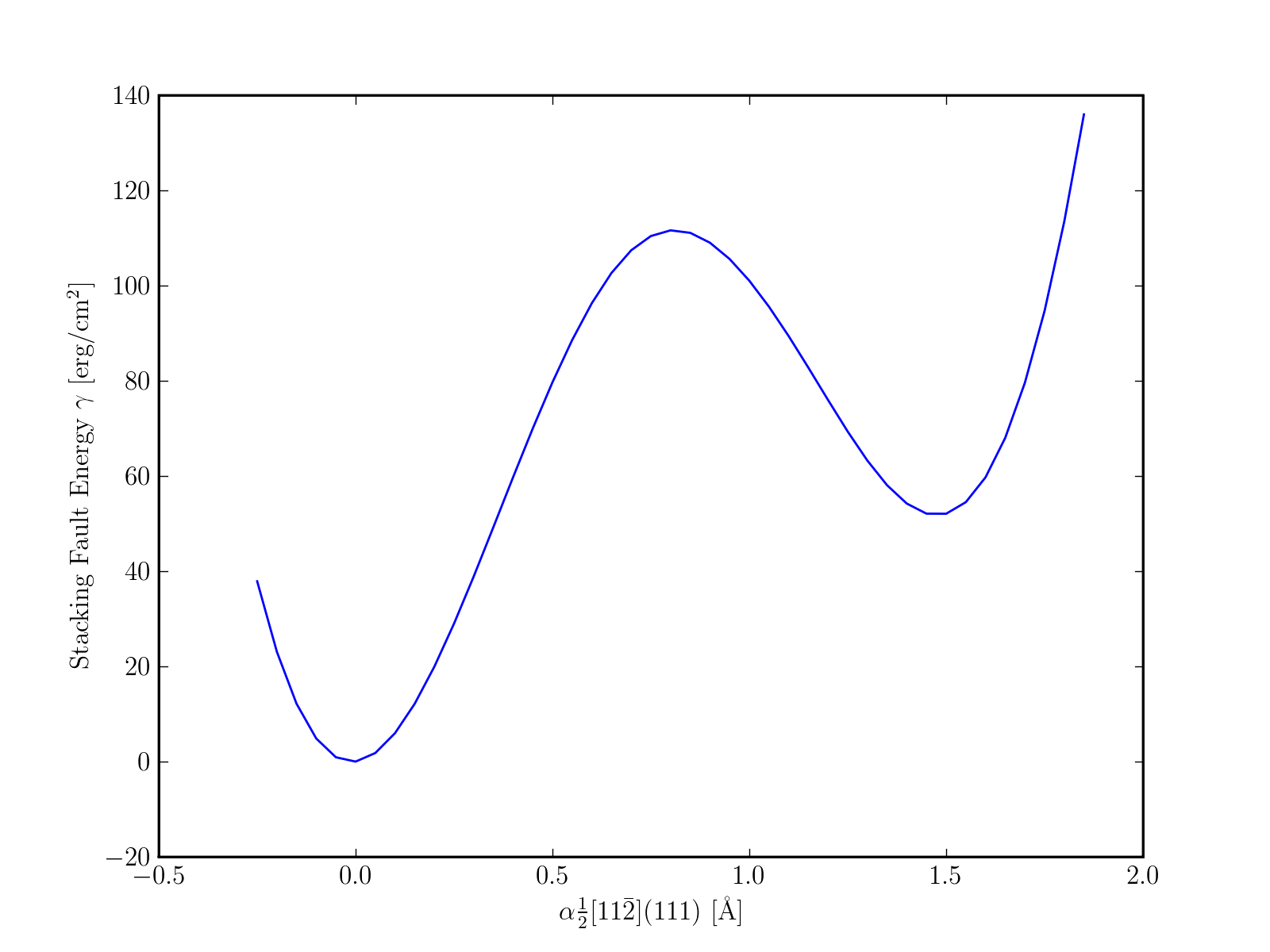
Funktionaler Verlauf der SFE in (111)Cu

Die verallgemeinerte Stapelfehlerenergie (SFE) {\displaystyle \gamma } ("gamma") gibt die Energie pro Fläche eines idealen, unendlich ausgedehnten Stapelfehlers an, sie stellt also eine Energie-Flächendichte dar. Wesentlich für die Charakterisierung der plastischen Deformation sind die instabile Stapelfehlerenergie – das erste Maximum – und die stabile Stapelfehlerenergie – das zweite Minimum (vgl. zweite Abb.).
Bei der Bildung eines Stapelfehlers muss die Energiebarriere der instabilen Stapelfehlerenergie überwunden werden. Die Differenz aus den beiden Energien ist ein Maß für die Duktilität eines Materials.

## Definition
Zur Definition der verallgemeinerten Stapelfehlerenergie betrachtet man einen unendlich ausgedehnten defektfreien idealen kubisch flächenzentrierten Kristall. Dann sei dieser Kristall entlang einer Trennebene in einen oberen und einen unteren Teil aufgeteilt. Nun wird der obere Teil des Kristalls verschoben und die Energie des so deformierten Kristalls gemessen.
Sei nun {\displaystyle E_{0}} die Gesamtenergie der Ausgangskonfiguration des idealen Kristalls und bezeichne weiter {\displaystyle \alpha } und {\displaystyle \beta } die Verschiebung der oberen Hälfte des Kristalls in der Ebene. Dann ist die verallgemeinerte Stapelfehlerenergie definiert als:
{\displaystyle \gamma (\alpha ,\beta ):={\frac {E(\alpha ,\beta )-E_{0}}{A_{\mathrm {c} }}}.}
Dabei ist
- {\displaystyle E(\alpha ,\beta )} die Energie des deformierten Kristalls für die vorgegebene Verschiebung
- {\displaystyle A_{\mathrm {c} }} die Kontaktfläche der beiden Hälften des Kristalls in der Verschiebungsebene.

Die beiden Koeffizienten
{\displaystyle 0\leq \alpha <1}
und
{\displaystyle 0\leq \beta <1}
der Verschiebung ergeben in der Ebene eine Gesamtverschiebung
{\displaystyle {\vec {f}}:=\alpha {\vec {a}}+\beta {\vec {b}}}
Dabei sind die beiden Basisvektoren
{\displaystyle {\vec {a}}:={\frac {1}{2}}[11{\bar {2}}]}
und
{\displaystyle {\vec {b}}:={\frac {1}{2}}[1{\bar {1}}0]}
für die relevante (111)-Ebene unserer Systeme gewählt.

## Charakterisierung
Die verallgemeinerte Stapelfehlerenergie ist eine charakteristische Kenngröße eines Materials. Obwohl sie mittels einer Idealisierung berechnet wird, so eignet sie sich dennoch, um die Erzeugung von Stapelfehlern während der plastischen Deformation zu beschreiben. Weiter können auch Eigenschaften der Versetzungen selbst – wie z. B. die Versetzungskerngröße, das Zerfließverhalten einer Versetzung und deren Energetik – gut durch die verallgemeinerte Stapelfehlerenergie beschrieben werden.
Bei Werkstoffen mit geringer Stapelfehlerenergie ist z. B. durch Aufspaltung der Versetzungen die Kristallerholung behindert, weswegen sie nach Verformung eher zu Rekristallisation neigen. Dies ist insbesondere bei Metallen mit kubisch flächenzentriertem Gitter der Fall.

## Stapelfehlerenergie in Werkstoffen

### Einflüsse auf die Stapelfehlerenergie
Die Stapelfehlerenergie wird von einigen wenigen Hauptfaktoren stark beeinflusst, insbesondere vom Basismetall, den Legierungselementen und ihren Anteilen sowie dem Verhältnis von Valenzelektronen zu Atomen.
Seit langer Zeit ist bekannt, dass die Zugabe von Legierungselementen die SFE der meisten Metalle signifikant senkt. Beispielsweise sinkt die SFE von Kupfer (ca. 50 mJ·m−2) mit der Zugabe von Zink und stärker mit Aluminium: mit ca. 10 Gew.% Zink sinkt die SFE auf die Hälfte von reinem Kupfer; bei der Zugabe von Aluminium ist die Hälfte bereits bei 2 Gew.% erreicht und sinkt bei weiterer Zugabe auf < 5 mJ·m−2.
Ein gutes Indiz für die Auswirkung eines Elements ist das e/a-Verhältnis, d. h. von Valenzelektronen zu Atomen: je größer dieses Verhältnis, desto höher der Einfluss auf die SFE. So ist Zink das schwerere Element und hat nur zwei Valenzelektronen, während Aluminium leichter ist und drei Valenzelektronen hat; sein e/a-Verhältnis ist also größer. Daher hat jedes Gewichtsprozent Aluminium einen viel größeren Einfluss auf die SFE der Cu-Basislegierung als Zink.

### Einfluss der Stapelfehlerenergie auf die Plastizität
Wenn das Material eine sehr niedrige SFE hat und/oder wenn nicht genügend Gleitsysteme vorhanden sind, um die Verformung aufzunehmen, tritt Zwillingsbildung auf. Zwillinge sind in vielen Metallen mit niedriger SFE häufig anzutreffen, z. B. in Kupferlegierungen, während sie in Metallen mit hoher SFE selten vorkommen, z. B. in Aluminium.
Um große Dehnungen aufzunehmen ohne zu brechen, müssen mindestens fünf unabhängige und aktive Gleitsysteme vorhanden sein; wenn Quergleiten häufig auftritt und bestimmte andere Kriterien erfüllt sind, werden manchmal nur drei unabhängige Gleitsysteme benötigt, um große Verformungen aufzunehmen.
Aufgrund der unterschiedlichen Verformungsmechanismen in Materialien mit hoher und niedriger SFE entwickeln sie unterschiedliche Texturen.

#### Werkstoffe mit hoher SFE
Werkstoffe mit hoher SFE verformen sich durch das Gleiten von Vollversetzungen. Da es keine Stapelfehler gibt, können die Schraubenversetzungen quer gleiten. Quergleiten kann bei Materialien mit hoher SFE, z. B. bei Aluminium, unter geringer Spannung stattfinden. Dies verleiht einem Metall zusätzliche Duktilität, da es bei Quergleiten nur drei andere aktive Gleitsysteme benötigt, um große Dehnungen zu erfahren; dies gilt selbst dann, wenn der Kristall nicht ideal orientiert ist. Werkstoffe mit hoher SFE müssen daher ihre Orientierung nicht ändern, um große Verformungen aufgrund von Quergleiten zu ermöglichen.
Eine gewisse Umorientierung und Texturentwicklung wird auftreten, wenn sich die Körner während der Verformung bewegen. Ausgedehntes Quergleiten aufgrund großer Verformungen verursacht auch eine gewisse Kornrotation, jedoch ist diese Neuorientierung der Körner in Materialien mit hoher SFE viel weniger verbreitet als in Materialien mit niedriger SFE.

#### Werkstoffe mit niedriger SFE
Materialien mit niedriger SFE verzwillingen, wenn sie belastet werden, und erzeugen partielle Versetzungen anstelle von Schraubenversetzungen; vorhandene Schrauben können selbst unter hohen Spannungen nicht über Stapelfehler hinweg gleiten. Aufgrund des fehlenden Quergleitens müssen fünf oder mehr Gleitsysteme aktiv sein, damit große Verformungen auftreten können. Für die Richtungen <111> und <100> gibt es jeweils sechs bzw. acht verschiedene Gleitsysteme. Wenn die Belastung nicht in der Nähe einer dieser Richtungen aufgebracht wird, könnten fünf Gleitsysteme aktiv sein. In diesem Fall müssen auch andere Mechanismen vorhanden sein, um große Dehnungen aufnehmen zu können.
Wenn Verformungszwillinge mit regelmäßiger Scherverformung kombiniert werden, richten sich die Körner schließlich zu einer bevorzugten Orientierung aus, und eine anisotrope Textur entsteht.

## Stapelfehlerenergien einiger Metalle
| Metall    | SFE {\displaystyle \gamma \ } (mJ·m−2) |
| --------- | -------------------------------------- |
| Bronze    | <10                                    |
| Stahl     | <10                                    |
| Silber    | 20...25                                |
| Silicium  | >42                                    |
| Kupfer    | 60...78, 100                           |
| Gold      | 10, 75                                 |
| Magnesium | 125                                    |
| Eisen     | 140 ± 40                               |
| Nickel    | 90...300                               |
| Aluminium | 160...250                              |
| Zink      | 250                                    |